# حادثة الخطوط الجوية الفرنسية 1950

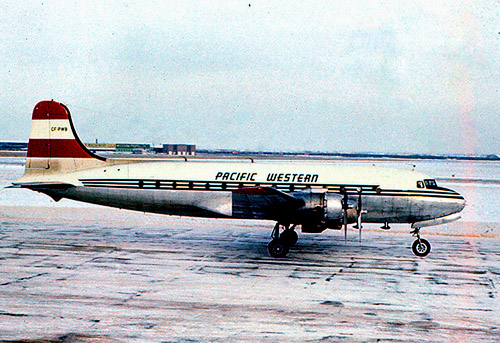
طائرة دوغلاس دي سي-4 التابعة لشركة خطوط باسيفيك ويسترين الجوية في عام 1959.

تحطمت طائرتي دوغلاس دي سي-4 تابعة لشركة الخطوط الجوية الفرنسية على بعد أميال قليلة من بعضها البعض في 12 يونيو والأخرى في 14 يونيو 1950. الطائرتان كانتا تعملان في نفس الطريق من سايغون إلى باريس على حد سواء حيث تتوقفان في مطار كراتشي ولكنهما سقطتا عند الاقتراب من البحرين. قتل ما مجموعه 86 راكب وافراد الطاقم حيث قتل 46 في 12 يونيو و40 في 14 يونيو.

## حادثة 12 يونيو 1950
كانت الطائرة في طريقها برحلة اعتيادية من سايغون إلى باريس وقد غادرت في 16:05 من توقف في كراتشي لتوقف آخر في البحرين. في 20:42 أبلغت البحرين عن قرب هبوطها وأنها على ارتفاع 6500 قدم. منحت الإذن بالنزول إلى 2000 قدم. حلقت الطائرة في المطار في حوالي 1000 قدم وفي 21:13. في 21:15 أعطى البرج إذن للطائرة للهبوط على مدرج 29. ضربت الطائرة الماء وتحطمت. بعد عملية بحث استمرت ثماني ساعات تم العثور على الطائرة تحت 12 قدم من الماء وعلى بعد 3.3 ميل من نهاية المدرج وقتل 46 من 52 راكب. تم العثور على ثلاثة ناجين بعد وقت قصير من وقوع الحادث من قبل سفينة وثلاثة آخرين تم انقاذهم من قبل طائرة هليكوبتر بعد ثماني ساعات في الماء. جميع من كان على متن الطائرة كانوا فرنسيين باستثناء شخص واحد كان من عديمي الجنسية. كان الكاتب الفرنسي فرانسوا جان أرموران على متنها.

## حادثة 14 يونيو 1950
كانت الطائرة في طريقها برحلة اعتيادية من سايغون إلى باريس وقد غادرت في 16:43 من توقف في كراتشي لتوقف آخر في البحرين. في 21:41 طلبت البحرين من الطائرة تقديم تقرير. في 21:52 ذكرت الطائرة الإجراءات وأعطى البرج الإذن لها بالهبوط. ضربت الطائرة الماء وتحطمت على بعد ميل من الحادث السابق. بعد التفتيش تم التقاط ناجين في 02:00 حيث بلغ عددهم 40 من بين 53 قتلوا. معظم الركاب والطاقم كانوا فرنسيين مع فيتناميين وصينيين كما كان يوجد ما لا يقل عن 13 طفل.
ذكرت صحيفة «نيويورك تايمز» الحادث هكذا:
«تحطمت كائرة أخرى تابعة للخطوط الجوية الفرنسية والتي كانت تضم خمسة وأربعين راكبا في الخليج العربي الليلة الماضية بالقرب من جزيرة البحرين تقريبا في نفس المكان الذي فقد فيها ستة وأربعين شخصا قبل يومين في بلد آخر وقالت الخطوط الجوية الفرنسية أن الطائرة تحطمت. التقارير الأولى تذكر أنه تم انقاذ 11 شخص حتى الآن في الحادث الثاني. كلا الطائرتين كانتا في طريقهما من سايغون في الهند الصينية إلى باريس وكان حادث ليلة أمس الكارثة الجوية الثانية للخطوط الجوية الفرنسية في غضون ثلاثة أيام حيث فقد 16 شخص في رحلة مدغشقر». («نيويورك تايمز»، 15 يونيو 1950).

## التحقيق
لجنة خاصة لتقصي الحقائق وصلت يوم 15 يونيو في البحرين للتحقيق في الحادث الأول ثم تم توجيهها للتحقيق في كلا الحادثان. حظرت اللجنة جميع الطائرات الفرنسية من الهبوط ليلا عند إجراء التحقيق في القضية. قال مدير الخطوط الجوية الفرنسية في الشرق الأقصى أنه كانت هناك أوجه تشابه بين الحادثين على حد سواء بعد أن حدثت في نفس الوقت في ظروف جوية سيئة.

## السبب المحتمل في 12 يونيو 1950
السبب المحتمل أن الطيار في القيادة لم يحافظ على الاختيار الدقيق للارتفاع ومعدل النزول أثناء إجراء نهج التوقيت وبالتالي السماح لطائرته بالطيران إلى سطح البحر. لا يمكن استبعاد احتمال أن الطيار في القيادة شعر بآثار التعب.

## السبب المحتمل في 14 يونيو 1950
السبب المحتمل هو فشل الطيار في القيادة على التكيف مع إجراء النهج الذي تزامن مع الظروف السائدة وبعد أن نزل إلى 300 قدم لم يتخذ الطيار الخطوات اللازمة للحفاظ على هذا الارتفاع إلى أن تتم إضاءة المدرج.

## التوصيات
التحقيق في الحادثان أوصى بالنظر في تجهيز مطار البحرين الدولي بأجهزة إذاعة للهبوط وأضواء مناسبة للمدرج.

## الطائرتان
كانت الطائرة دوغلاس دي سي-4 تعمل بالطاقة عن طريق محركات برات آند ويتني الرباعية القادرة على حمل ما يصل إلى 86 راكبا.
- تم تسجيل الطائرة باسم ف - ب ب د إ وسميت سيل دي بيكاردي وحلقت لأول مرة في 3 يونيو 1946 وكانت قد طارت 8128 ساعة حتى وقت وقوع الحادث.
- تم تسجيل الطائرة ف - ب ب د م وسميت سيل دي غاسكوني وحلقت لأول مرة في 27 يونيو 1946 وقد طارت 8705 ساعة حتى وقت وقوع الحادث.

## آثار الحادثة
في عام 1994 أظهر مسح هيدروغرافي لمنطقة شرق جزيرة المحرق قبالة نهاية المدرج عن إيجاد جناح طائرة حددت في وقت لاحق كما بأنها ف - ب د د م. بعد تفتيش قاع البحر تم اكتشاف محركي برات آند ويتني وثلاث مراوح جنبا إلى جنب مع حطام متنوع للطائرة يتكون من جزء من الذيل والأسلاك الكهربائية وأدوات الركاب الصغيرة وزجاجات مكسرة. وافقت لجنة المقبرة المسيحية المسؤولة عن صيانة المقبرة المسيحية القديمة دفن الضحايا الستة والثمانين مع فكرة إقامة نصب تذكاري دائم. المشروع المشترك بين شركة تيك دايف للغوص وغواصي البحرية الملكية انتشلوا المروحة التالفة. في ديسمبر تبنى السفير الفرنسي ومختلف الشخصيات الكنسية والمتورطين في الحادث النصب التذكاري.
بدأ التحقيق المفصل في أسباب تعطل الطائرتين وفي نهاية المطاف بعد أن استبعد خطأ الطيار والتخريب والعطل الميكانيكي ظهرت فكرة في تقارير حالة الطقس. نسب التعطل لظروف الطقس القاسية في المطار في الليتين السابقتين. اليوم يشار إلى وجود عاصفة رعدية. نشرت النتائج في الصحف المحلية بموافقة من موظف سلامة طيران الخليج. نقلت السفارة الفرنسية النتائج إلى فرنسا ومن المؤمل أن يتم تبرئة الطيارين نتيجة لظروف غير معروفة في ذلك الوقت وإلى ما وراء قدراتهما.